# 生態工程

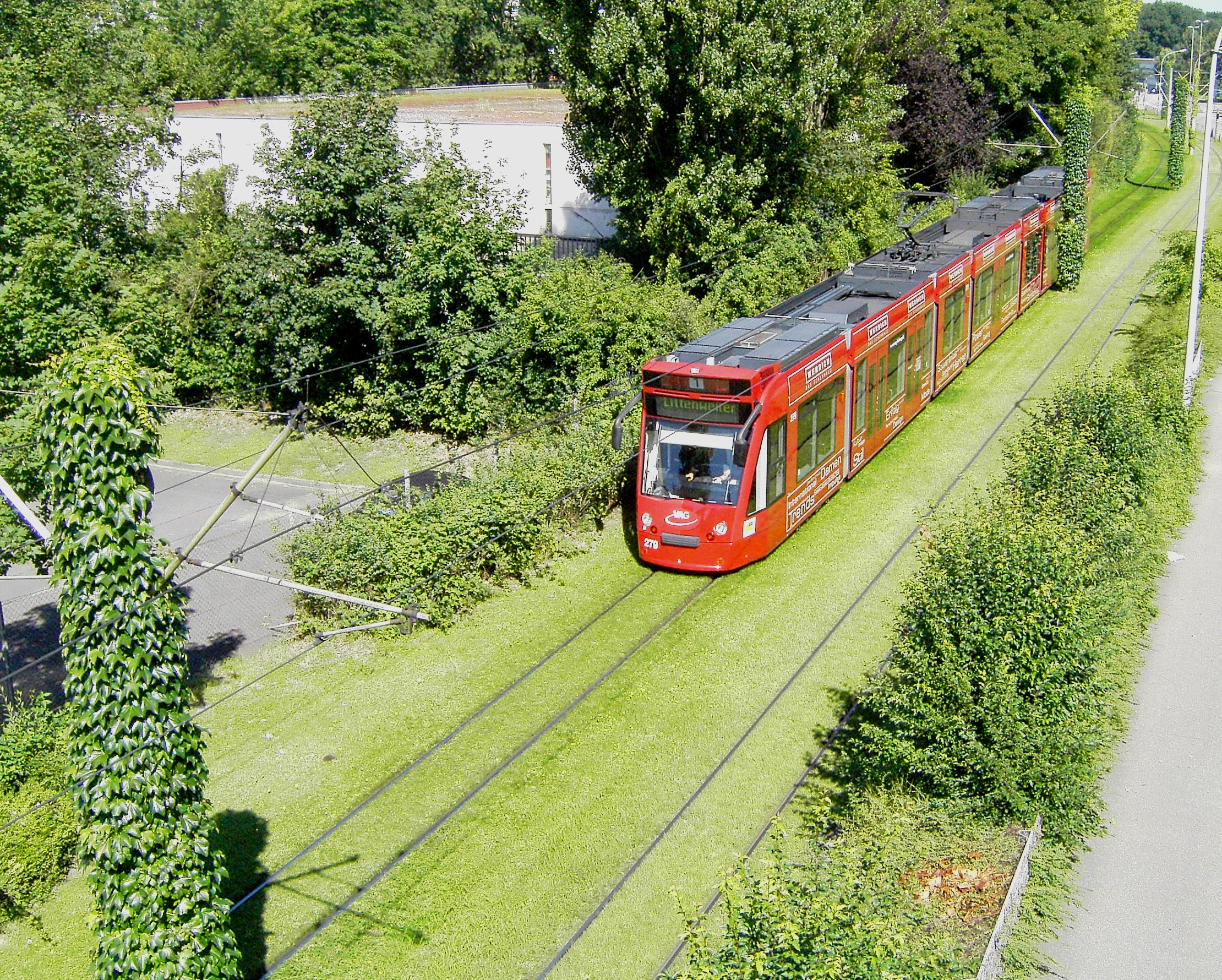
長滿青草的鐵軌

生態工程（英語：Ecological engineering）是指人類透過生態學、系統學、工程學和經濟學等學科的基本原理和方法，利用設計、調控和技術組裝的手段，對原有平衡被打破的生态系统進行修復，對會造成環境污染和破壞的傳統生產方式進行修善，并提高其生產能力，以至促進人類社會和自然環境的友好發展。
美國經濟學家萊斯特·R·布朗在《生態經濟》中提出，實施生態工程，是實現“循環經濟”的一種重要手段，而透過實行“循環經濟”可以實現生態經濟。布朗認為：生態經濟，即“能滿足我們的需求而又不危及我們後代滿足其需求的經濟”，簡單來說就是一種可持續發展經濟。
美國濕地學家米契和丹麥生態學家喬更森對生態工程的定義歸納為五點：
- 基於生態系統的自我調節能力建立的
- 可成為生態學理論的實驗田
- 依靠系統學手段
- 保護不可再生能源
- 支持生物保護

卑爾根等人則認為：
- 利用生態學的理論和方法
- 能應用於各種生態系統
- 適合工程師設計方法
- 承認對價值觀的引導作用

## 興起
隨著20世紀60年代以來的全球經濟快速發展，人類生活水平大大提高，然而，經濟增長帶來的環境問題也日益嚴重。在發達國家，工業化和高度集約化的農業引發了各種環境污染問題和能源過度利用；受西方“石油農業”生產模式的影響，發展中國家資源過度開發，損毀更甚，而且由於技術發展問題，有很多資源的利用率很低，以致抑制人類社會發展。
以往發達國家傾向於將污染物轉移到發展中國家的發展方式因有失公平而備受批評。1987年，以挪威前首相布倫特蘭夫人為主席的世界環境與發展委員會（WCED）向聯合國提交了一份報告——《我们共同的未来》（文件名稱為「Brundtland Report」），其中提到了“可持續發展”：經濟發展不應只滿足當代人的需求，還應滿足後人的發展能力；應把生態利益、社會利益和經濟利益增長一起考慮。
為了解決這裡問題，生態學家建立生態工程學，並使之得到較快發展。生態工程目前主要應用於生態治理及建設、環境保護和資源管理等方面。

## 基本原理
生態工程的基本原理由生態學、系統學、工程學和經濟學的原理交織而成。

### 物質循環與再生原理
物質循環與再生原理的理論基礎為生態系統的物質循環，即物質不斷在各類生態系統中進行區域間的小循環和全球地質大循環，分層分級利用。若沒有物質循環的生態系統，其廢棄物中的能量和物質無法再利用，那麼這個生態系統的穩定和發展會受到影響。
1910年前後，美國土壤學家富蘭克林·金在東亞國家觀察并發現了當地農民在無化肥的條件下維持土地肥力數千年的原因，並寫成《四千年的农民》一書。當中提到，多種植能固氮的豆科植物，收集糞便、河泥等有機物質進行堆肥和漚肥，使之轉化為有機肥料，施於田中。透過這种方法，土壤結構得到改善，氮、磷、鉀等元素都進行循環，得以利用。

### 物種多樣性原理
理論基礎為生態系統的穩定性：物種豐富度高的生態系統抵抗力穩定性也較高。透過複雜的食物鏈和食物網將各種生物聯繫起來，即便有一種生物因某種原因滅絕，原有的其他生物也可迅速地佔據其生態位，使生態系統不至於崩潰。透過這種方法，可在有限的資源條件下，產生或容納更多生物量。

### 協調與平衡原理
協調生物與環境，強調生物與環境相適應，種群與環境相適應；環境承載力要平衡。

### 整體性原理
這個原理要求人類在設計生態工程時應充分考慮自然體系（生物和非生物因素）、社會體系（政策，管理和科技文化因素）和經濟體系（生產成本和消費利益因素）三者的關係，另外也不能忽視社會習慣和法律法規對生態工程設計的影響。
只有應用整體性原理，才能協調當前和長遠、局部和整體、開發和環境建設之間的關係，從而保障生態系統的平衡及穩定。因此，在很多生態工程建設中都有應用該原理。

### 系統工程學原理
1. 系統結構決定功能原理：建設生態工程時，要充分考慮這個人工生態系統內部各成份之間的結構，透過優化這種結構，以至改善系統功能。[1]
2. 系統整體性原理：協調系統各部分的關係、比例，實現能量、物質、訊息等的轉換和流通，使整體功能大於各部分的和，可形象比喻為“1+1>2”。[1]

## 實例
- 農村綜合發展型生態工程：運用物質循環與再生原理、整體性原理、系統工程學原理等理論解決如何在人多地少、資源有限的條件下提高農民經濟收益和環境生態效益的一項工程。在中國大陸的沼氣工程就是其中一種已實踐的工程。沼氣工程旨在將一些農業廢料輸入沼氣池，利用產生的沼氣進行發電，餘下的沼渣、沼液可重新用作肥料投放回農田或魚塘，如北京大興區留民營村。[1]
- 濕地生態系統恢復工程：旨在解決濕地面積縮小，小氣候變惡劣等與濕地相關的生態問題。其中涉及的原理有協調與平衡原理，物種多樣性原理，整體性原理等原理。[1]
  - 以美國密西西比河三角洲濕地資源保護為例，美國採用濕地恢復、濕地創造、濕地改良、濕地轉換和濕地彌補等幾種方式在原址上重建濕地生態系統，並根據破壞程度選擇不同的恢復方式。[6]。
- 小流域綜合治理工程：在河流各級支流的集水地區（即小流域）容易發生嚴重的水土流失。中國大陸農民和工程人員應用生態工程的整體性原理、協調與平衡原理、系統工程等原理，透過保土蓄水等措施減少土壤侵蝕。[1]
  - 以中國黑龍江省拜泉縣為例，該縣自1986年實施生態工程以來，原有的水土流失現象有所好轉，並針對該縣不同的的地區採取不同的手段，西部平原：改良草場，中部和西北部丘陵：開展立體農業，東南部丘陵：封山育林、開墾梯田等方式防止水土流失，低窪沼澤：綜合種植業、漁業、畜牧業生產發展。[6]

## 外部連結
- Ecological Designers and Engineers Network (EDEN)
- 環境生態網 （页面存档备份，存于）